# Sedes flygbas
Sedes flygbas är en militär flygplats i Grekland. Den ligger i prefekturen Nomós Thessaloníkis och regionen Mellersta Makedonien, i den nordöstra delen av landet, 290 km norr om huvudstaden Aten. Flygbasen ligger 31 meter över havet.
Närmaste större samhälle är Thessaloníki, 14,7 km nordväst om Sedes Airport. 